# Habitatge al carrer Sant Cristòfor, 2 (Mataró)
L'Habitatge al carrer Sant Cristòfor, 2 és una obra de Mataró (Maresme) protegida com a Bé Cultural d'Interès Local.

## Descripció

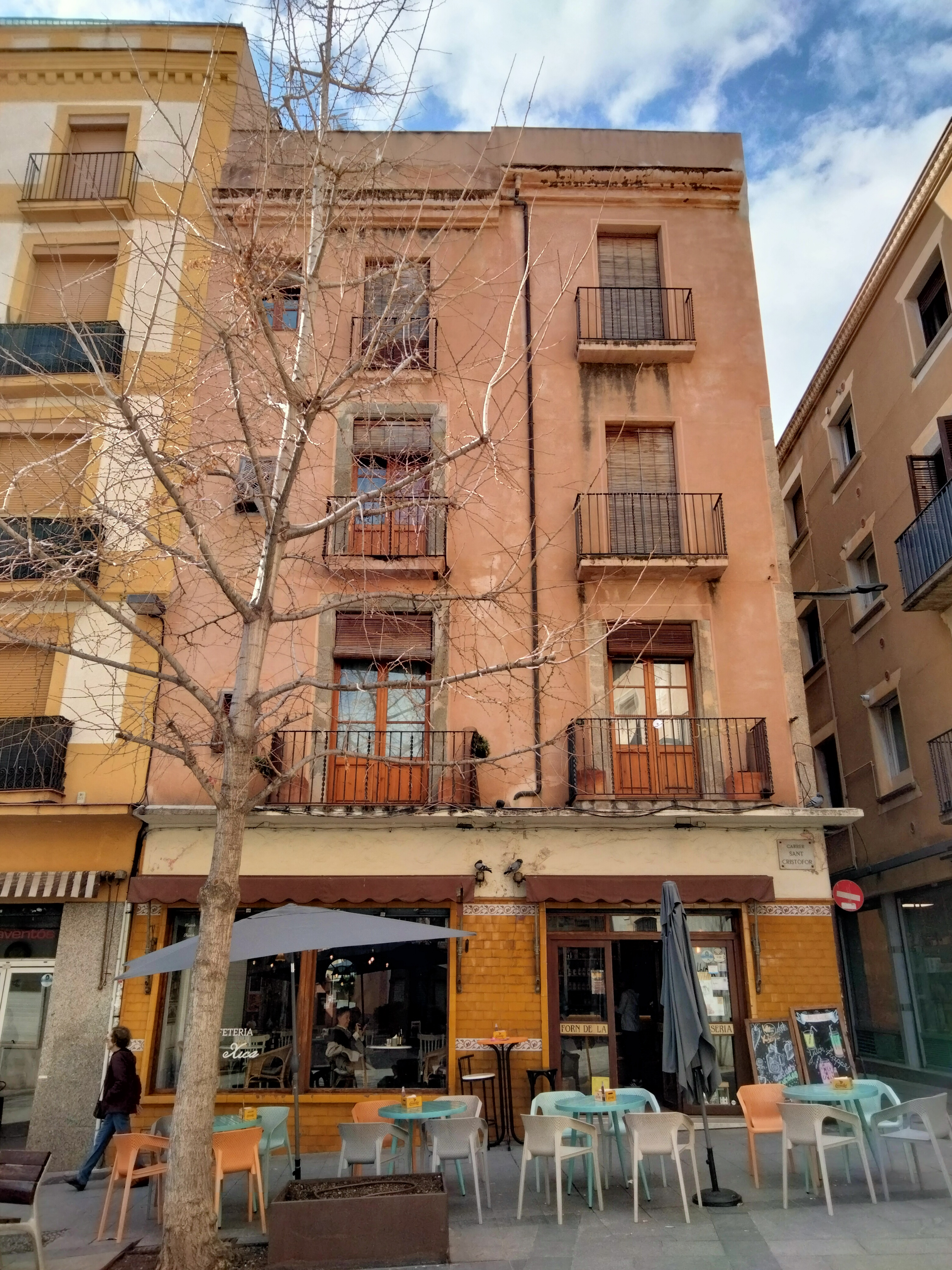
Conjunt d'habitatges del carrer de Sant Cristòfor, 2-4

Habitatge entre mitgeres de planta baixa i tres plantes pis. Comerç en planta baixa i un balcó central a les plantes pis. El balcó del primer pis presenta brancals i llinda de pedra. Es mantenen els carreus de pedra de la cantonada, la qual cosa indica que l'edifici era de planta baixa i dues plantes pis, igual que l'edifici veí.